# 1606年莫斯科起義
1606年莫斯科起義（俄語：Моско́вское восста́ние）是1606年5月27日（儒略曆5月17日）莫斯科發生的一起反對沙皇伪德米特里一世的起義。此次起義最終導致伪德米特里一世被殺，瓦西里四世成為新沙皇。.